# Jérôme Policand
Jérôme Policand, né le 1er octobre 1964 à Grenoble, est un pilote automobile français. 
Il conseille également le gardien de but français international Fabien Barthez qui s'est lancé dans le sport automobile depuis la fin de sa carrière footballistique en 2007.Il dirige le team AKKODIS ASP basé à Rabastens (Tarn).

## Carrière automobile
- 1986 : Championnat de France de Formule Ford, 2e
- 1990 : Championnat de France de Formule 3, 7e
- 1991 : Championnat de Grande-Bretagne de Formule 3000, 7e
- 1992 : Formule 3000, 17e
- 1993 : Formule 3000, 11e
- 1994 : Formule 3000, 16e
- 1995 : Formule 3000, 12e
- 1996 : 24 heures du Mans, abandon
- 1997 : 24 heures du Mans, 4e
- 1998 : 24 heures du Mans, abandon
- 1999 : 24 heures du Mans, abandon
  - Renault Sport Clio Trophy, Champion
- 2000 : Championnat de France de Supertourisme, non classé
  - Trophée Clio, 7e
  - 24 heures du Mans, abandon
- 2001 : 24 heures du Mans, abandon
  - Trophée Clio V6, 2e
- 2002 : 24 heures du Mans, abandon
- 2003 : Porsche carrera cup france, 3e
  - 24 heures du Mans GTS, 5e
  - 24 Heures de Daytona GTS, 1er
- 2004 : Porsche carrera cup france, 5e
- 2005 : 24 heures du Mans GT2, 5e
  - FFSA GT, 2e
- 2006 : 24 heures du Mans GT1, 3e
  - FFSA GT, 6e
- 2007 : FFSA GT, 4e
  - Le Mans Series GT1, 3e (1 victoire)
  - 24 heures du Mans GT1, 7e
- 2008 24 Heures du Mans GT1,5e
- 2010 24 Heures du Mans GT1, 2e